# Stantonbury
Stantonbury – dzielnica miasta Milton Keynes i civil parish w dystrykcie (unitary authority) Milton Keynes, w Buckinghamshire, w Anglii. W 2011 roku civil parish liczyła 10 084 mieszkańców. Stantonbury jest wspomniana w Domesday Book (1086) jako Stantone.